# フェントン・ロビンソン
フェントン・ロビンソン (Fenton Robinson, 1935年9月23日 - 1997年11月25日)は、米国ミシシッピ州出身のブルース・ギタリスト、シンガー。
歌もプレイもクールで繊細なタッチが特徴で、ギターはジャズ的なコードワークを取り入れ、チョーキングよりはグリッサンドを多用するなど、ブルース・ギタリストとしてはやや異色なものであった。日本では1970年代に人気を博し、メロー・ブルース・ジニアスと呼ばれた。

## 来歴
1935年、ミシシッピ州に生まれる。Tボーン・ウォーカー、B.B.キングといったギタリストに影響を受けつつギターの腕を磨いた。
1951年、メンフィスヘ移住。1956年には、ロスコー・ゴードンのデューク・レコードのセッションに参加する。
1957年、ミーティア・レコードよりシングル「Tennessee Woman」でソロ・デビューを果たした。この頃から ラリー・デイヴィスとデュオで活動するようになった。1958年には、ボビー・ブランドの紹介で2人はデューク・レコードにレコーディングするようになった。ここでは、ラリー・デイヴィス名義のシングル「Texas Flood」を始め、「As the Years Go Passing By」などの曲を残している。前者はスティーヴィー・レイ・ヴォーン、後者はアルバート・キングがそれぞれカバーしている。
1962年、フェントンはシカゴに拠点を移し、市内サウスサイドのクラブなどで活動をする傍ら、USA、ジャイアント、パロスといったレーベルにレコーディングを重ねた。その中で生まれたのが、1967年のパロスからのシングル「Somebody Loan Me A Dime」であった。この曲は彼の代表的なナンバーとして知られるようになった。ボズ・スキャッグスが1969年のアルバム『Boz Scaggs』でこの曲をカバーするが、彼は当初これを自作曲としてクレジットし、ブルース・ファンより非難を浴びることになった。この問題は法廷に持ち込まれ、最終的にフェントンが勝訴している。
1971年、ナッシュビルのセブンティ7・レーベルで初のアルバム・レコーディングに臨むが、できあがった作品『Monday Morning Boogie & Blues』ではフェントンのギターが殆ど聴かれず、バックのバンドもフェントンと全く合っていないなど、散々な結果に終わっている。
しかし1974年、続いてシカゴのアリゲーター・レコードよりリリースした『Somebody Loan Me A Dime』では一転、丁寧なプロデュースで本来のフェントン・サウンドが展開された。このアルバムを彼のベストとする声も多い。
アリゲーターからは、このあと1977年にセカンド『I Hear Some Blues Downstairs』をリリースしている。
この頃日本のブルース・ファンの間でフェントンの人気が高まり、雑誌「ザ・ブルース」の読者投票で「来日してほしいブルースマン」の一位に選ばれた。このような状況の中、来日公演が企画されたが、フェントンが過去に起こした交通事故で有罪判決を受けていたことが問題となって日本入国のビザが発給されず、公演は中止となってしまった。
1984年にはオランダのブラックマジックから新譜『Blues in Progress』をリリースし健在ぶりを示した。1989年には、ビザの問題がクリアされ、遂にフェントンは来日を果たした。同年ブラックマジックからのセカンド『Special Road』もリリースとなっている。
1997年には、パークタワー・ブルース・フェスティバルで再来日が企画されたが、本人の体調の悪化で中止になった。同年11月25日、フェントンはイリノイ州ロックフォードで脳ガンによる合併症で死去した。

## ディスコグラフィー

### オリジナル・アルバム
- 1971年 『Monday Morning Boogie & Blues』 (Seventy 7)
- 1974年 『Somebody Loan Me A Dime』 (Alligator)
- 1977年 『I Hear Some Blues Downstairs』 (Alligator)
- 1984年 『Blues in Progress』 (Black Magic) [a]
- 1989年 『Special Road』 (Black Magic)

### 編集盤
- 1971年 『Mellow Fellow』 (Charly)
- 1986年 『Down in Tennessee 1970-1971』 (P-Vine)
- 1988年 『The Mellow Blues Genius』 (P-Vine)